# O Sexto Dia
The 6th Day (prt: O Sexto Dia, ou O 6º Dia; bra: O Sexto Dia) é um filme de ficção científica de 2000, dirigido por Roger Spottiswoode, e estrelado por Arnold Schwarzenegger como o homem de família Adam Gibson, que é clonado sem o seu conhecimento ou consentimento, no futuro, do ano de 2015. Foi um sucesso de bilheteria, apesar das críticas mistas dos críticos, e Schwarzenegger recebeu um salário de 25 milhões de dólares por seu papel no filme. O filme estreou em #3 na América do Norte e fez 13 milhões de dólares em sua semana de estreia. O filme também foi o primeiro filme de estreia de Terry Crews.

## Sinopse
Num futuro não muito distante um piloto de helicóptero chamado Adam Gibson (Arnold Schwarzenegger), descobre que há uma pessoa em seu lugar de trabalho e o mais estranho é que esta pessoa é ele mesmo, e ele sabe que neste futuro é proibida a clonagem de seres humanos. Neste momento ele pensa em descobrir quem esta por trás desta operação em que clonaram seu genótipo, ele acaba descobrindo que um famoso empresário da área médica está envolvido nesta estranha trama.

## Elenco
- Arnold Schwarzenegger... Adan Gibson/ Clone
- Tony Goldwyn ... Michael Drucker
- Robert Duvall ... médico
- Anton Walbrook … Peter
- Eric Portman ... Tenente Hirth
- Leslie Howard... Philip Armstrong Scott
- Raymond Massey … Andy Brock
- Laurence Olivier … Johnnie
- Glynis Johns ... Anna
- Finlay Currie
- Richard George  ... comte. Bernsdorff
- Raymond Lovell ... Tenente Kuhnecke
- Niall MacGinnis  ... Vogel
- Terry Crews ... Vincent
- Peter Moore   ... Kranz
- John Chandos   ... Lohrmann
- Basil Appleby   ... Jahner
- Ley On   ... Nick, o esquimó
- Charles Victor   ... Andreas
- Frederick Piper  ... David

## Produção
Em uma entrevista, Arnold Schwarzenegger contou que para este filme não fez uso de dublês na cena embaixo d'água e teve problemas, dizendo "Era uma cena embaixo d'água, em um gigantesco tanque construído no estúdio. Como sou mergulhador, nunca imaginei que teria problemas. Mas tive de mergulhar sem tanque, respirador nem máscara e, lá embaixo, estava difícil perceber para onde estava indo. Fui para o lado errado e, na hora que estava sem ar, pronto para emergir, percebi que o tanque naquele ponto estava fechado. Não havia como chegar à superfície. Entrei em pânico, mas consegui chegar ao outro lado". Perguntado sobre o não uso de dublês, respondeu "Em primeiro lugar, porque acho que o público não é bobo e não gosta de ser enganado. É mais real e mais verossímil se eu mesmo fizer as cenas. Além disso, porque, pelo que me pagam, é o mínimo que posso fazer (risos)".

## Lançamento
The 6th Day estreou no Tokyo International Film Festival. Ele foi lançado nos cinemas estadunidenses em 17 de novembro de 2000. Box Office Mojo relata o bruto mundial em $96,085,477, enquanto Variety reporta $116 milhões.

### Versões Home video
The 6th Day foi lançado em vídeo, nas seguintes datas:[carece de fontes?]
| Data de lançamento  | Território   | Formato | Notas                                                      |
| ------------------- | ------------ | ------- | ---------------------------------------------------------- |
| 27 de março de 2001 | EUA e Canadá | DVD     | Descontinuado                                              |
| 27 de maio de 2001  | EUA e Canadá | VHS     | Descontinuado                                              |
| 3 de junho de 2003  | EUA e Canadá | DVD     | Edição Especial                                            |
| December 15, 2003   | EUA e Canadá | DVD     | Schwarzenegger Action Pack: The 6th Day e Last Action Hero |

A versão Blu-ray foi lançado nos Estados Unidos e no Canadá em 8 de abril de 2008. Ele inclui dois bônus, mas não tem o comentário do lançamento do DVD.

## Recepção
O filme recebeu críticas mistas. Rotten Tomatoes, relata que 41% dos 115 pesquisados críticos deram ao filme uma crítica positiva; A média é de 5,2/10. Consenso do site diz: "Esta oferta de Arnold Schwarzenegger contém uma intrigante, perturbadora premissa, mas a execução do filme é muito rotineira e estereotipada para fazer bom uso dela".
The 6th Day ganhou três nomeações ao Framboesa de Ouro para Schwarzenegger: Pior Ator (como o verdadeiro Adam), Pior Ator Coadjuvante (como o clone de Adam) e Pior Casal na Tela (Schwarzenegger como Adam e Schwarzenegger como o clone), mas perdeu para Battlefield Earth. O filme também foi indicado para a 27th edição do Prêmio Saturno, mas perdeu.